# Heinrich Meibom
Heinrich Meibom (29. června 1638 Lübeck – 26. března 1700 Helmstedt) byl německý lékař a učenec.

## Život a kariéra
Heinrich Meibom byl synem lékaře Johanna Heinricha Meiboma (1590-1655). Studoval medicínu v Helmstedtu, Groningenu a Leydenu. Podnikl vědecké cesty do Itálie, Francie a Anglie. V roce 1633 získal v Angers lékařský titul a od roku 1664 vyučoval medicínu v Helmstedtu. V roce 1678 se stal profesorem historie a poezie. Tyto pozice zastával až do své smrti.
Jeho syn Brandanus Meibom (1678-1740) byl profesorem patologie, semiotiky, botaniky a medicíny.

## Dílo
Meibom napsal asi 57 medicínských pojednání. Známý je jeho objev mazových žláz v očním víčku. Tvořil i latinské básně.